# Bjørn Arild Levernes
Bjørn Arild Levernes (27 april 1972) is een voormalig betaald voetballer uit Noorwegen die speelde als middenvelder. Hij beëindigde zijn loopbaan in 2004 bij de Noorse club Vålerenga IF. Met die club won hij tweemaal de nationale beker.

## Interlandcarrière
Onder leiding van bondscoach Egil Olsen maakte Levernes zijn debuut voor het Noors voetbalelftal op 26 november 1995 in de vriendschappelijke wedstrijd in en tegen Jamaica (1-1), net als Claus Lundekvam (SK Brann), Egil Ulfstein (Viking FK), Arild Stavrum (Molde FK), Petter Rudi (Molde FK) en Ole Gunnar Solskjær (Molde FK). Hij viel in dat duel na 28 minuten in voor Erik Mykland. Levernes speelde in totaal twee interlands en scoorde één keer voor zijn vaderland.

## Erelijst
Vålerenga IF
- 1. divisjon

2001
- Noorse beker

1997, 2002